# نوريكو شينوهارا
نوريكو شينوهارا (بالإنجليزية: Noriko Shinohara)‏ هي فنانة قصص مصورة وفنانة أمريكية، ولدت في 24 مايو 1953.